# Karlsdorf-Neuthard
Karlsdorf-Neuthard är en kommun i Landkreis Karlsruhe i regionen Mittlerer Oberrhein i Regierungsbezirk Karlsruhe i förbundslandet Baden-Württemberg i Tyskland. 
Kommunen bildades 1 januari 1975 genom en sammanslagning av kommunerna Karlsdorf och Neuthard.
Kommunen ingår i kommunalförbundet Bruchsal tillsammans med staden Bruchsal och kommunerna  Forst och Hambrücken.